# 穆扎法尔别克·图罗博耶夫
穆扎法尔别克·图罗博耶夫（2000年4月5日—），乌兹别克斯坦男子柔道运动员，2021年世界柔道锦标赛混合团体铜牌得主、2022年世界柔道锦标赛男子100公斤级金牌得主、2022年亚洲运动会男子100公斤级金牌得主。